# Kazuko Sawamatsu

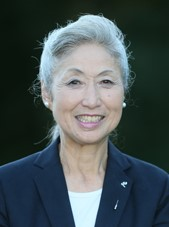
Kazuko Sawamatsu, 2022

Kazuko Sawamatsu (jap. 沢松 和子, Sawamatsu Kazuko; * 5. Januar 1951 in Nishinomiya, Präfektur Hyōgo) ist eine ehemalige japanische Tennisspielerin.

## Karriere
Sawamatsu gewann 1975 mit ihrer Doppelpartnerin, der US-Amerikanerin Ann Kiyomura, die Konkurrenz im Damendoppel bei den Wimbledon Championships. Sie bezwangen im Finale Françoise Dürr und Betty Stöve mit 7:5, 1:6, 7:5. Bei den Australian Open erreichte Sawamatsu 1973 das Halbfinale der Einzelkonkurrenz. Auf der WTA Tour gewann die Japanerin insgesamt einen Einzel- und vier Doppeltitel.

## Grand-Slam-Erfolg

### Doppelsieg
| Jahr | Championship | Partnerin    | Finalgegnerinnen           | Ergebnis      |
| 1975 | Wimbledon    | Ann Kiyomura | Françoise Dürr Betty Stöve | 7:5, 1:6, 7:5 |